# Nottinghamshire
Nottinghamshire (pronunciat /ˈnɒtɪŋəmʃər/ o /ˈnɒtɪŋəmˌʃɪər/) abreujat Notts, és un comtat situat a l'est d'Anglaterra. Té frontera amb els comtats de South Yorkshire,al nord-oest, Lincolnshire, a l'est, Leicestershire, al sud, i Derbyshire a l'oest. La seva capital, Nottingham, és també també la més poblada. Les oficines del consell del comtat no estan però, en aquesta ciutat, sinó a West Bridgford, que pertany al municipi de Rushcliffe i està a prop de Nottingham, a l'altra banda del riu Trent.
Els districtes de Nottinghamshire són: Ashfield, Bassetlaw, Broxtowe, Gedling, Mansfield, Newark amb Sherwood, i Rushcliffe. la ciutat de Nottingham va ser administrativament part de Nottinghamshire entre 1974 i 1998, però actualemt és una autoritat unitària que pertany a Nottinghamshire per qüestions cerimonials.
Nottinghamshire és famós per la seva relació amb el personatge de Robin Hood, cosa que motiva l'arribada de molts turistes que volen conèixer el bosc de Sherwood i altres indrets esmentats en la llegenda.

## Geografia

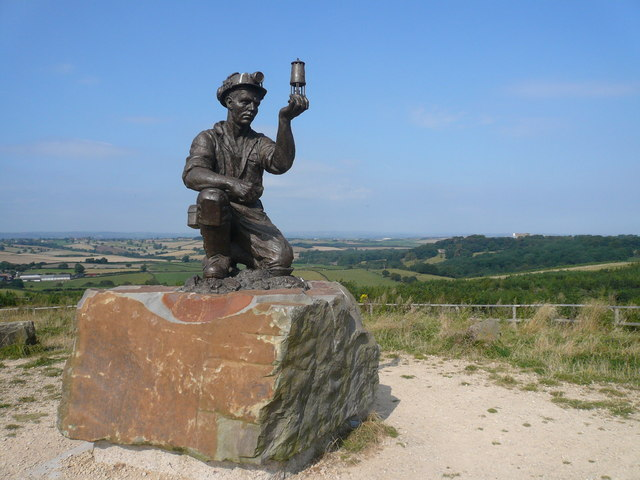
Estatua commemorativa a Siver Hill.

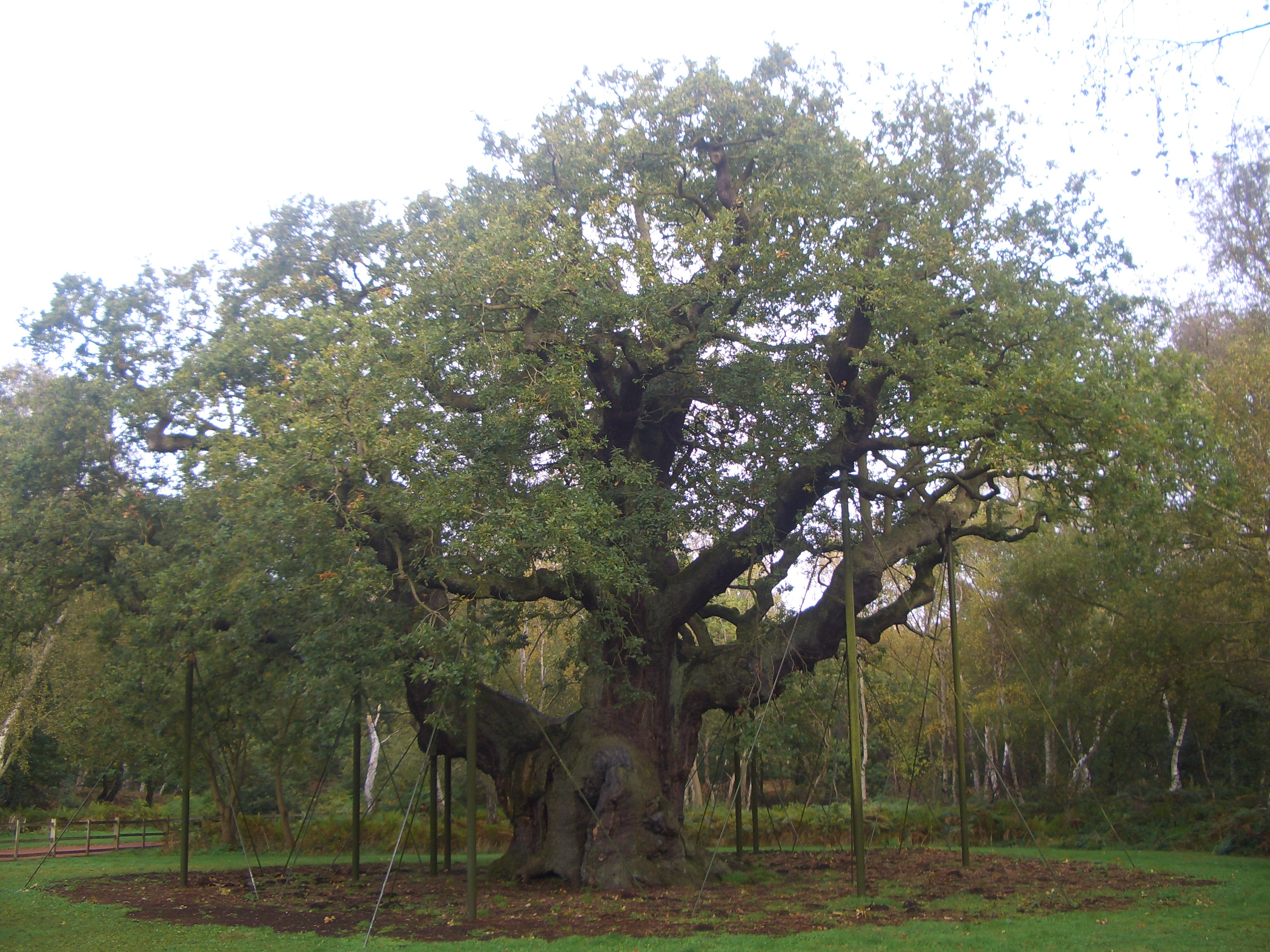
Roure del bosc de Sherwood

Nottinghamshire, igual com Derbyshire i South Yorkshire, està situat en una extensa regió on hi ha una gran beta de carbó de 900 metres de gruix que, en el cas de Nottinghamshire està en la part nord del comtat. L'estrat de carbó està tapat per capes de pedra sorrenca i pedra calcària, cap a l'oest, i per argila cap a l'est. Hi ha un jaciment de petroli a Eakring. El nord del comtat forma part d'una antiga plana lacustre, actualment seca, anomenada Humberhead Levels. El centre i el sud-est del comtat, al voltant del bosc de Sherwood, es caracteritza per un relleu de pujols suaus poblats per antics roures.
Els rius principals són: el Trent, l'Idle, l'Erewash i el Soar. El Trent, alimentat pel Soar l'Erewash i l'Idle, juntament amb diversos torrents que flueixen pel bosc de Sherwood Forest, passant per àmplies valls, es fusionen en arribar a Misterton. en un indret just al nord del camí Newtonwood Lane, en la frontera amb Derbyshire, està el punt més elevat de Nottinghamshire, que té 205 metres; per altra banda, Silverhill és el segon punt més elevat, però en aquest cast no ha estat creat per la natura sinó per l'acció humana, amb l'acumulació de material extret d'una mina, assoleix 204 metres. El punt més baix és Peat Carr, a l'est de Blaxton, a la mateixa alçada que el nivell del mar. El riu Trent està sotmès a l'influx de la marea des de Cromwell Lock fins a la desembocadura.
Nottinghamshire està a redós dels Penins, que estan a l'oest, els quals impedeixen que el comtat rebi menys quantitat de pluja que altres, una mitjana de 641–740 mm anuals. Aquesta zona rep una insolació d'entre 1.321 i 1.470 hores a l'any.
El territori de Nottinghamshire va ser dibuixat en un mapa per primera vegada el 1576, per obra del cartògraf Christopher Saxton, però no s'ha conservat; el mapa més antic que es conserva data del 1774, fet per John Chapman. Aquest mapa es va imprimir a escala d'una milla per polzada, per poder afegir informació sobre noms de poblacions, carreteres, fites, peatges, parcs, molins, fàbriques i noms del relleu.
En relació amb la figura de Robin Hood, la Universitat de Nottingham va començar l'any 2010 a elaborar un mapa 3D de les 450 coves on aquest personatge i la seva colla de bandits podien haver-se refugiat, segons diuen les llegendes.

## Història
Pel territori de Nottinghamshire passava l'antiga via romana anomenada Fosse Way, és per això que hi ha restes de diversos assentaments romans, per exemple Mansfield, i de fortins com el de Broxtowe, a Bilborough. El territori va ser colonitzat després pels angles, que al segle van constituir el regne de Mèrcia. Els saxons també la van poblar, però en menor nombre, d'aquest grup ètnic hi ha restes a Broxtowe Estate, Oxton, a prop de Nottingham, i a Tuxford, a l'est del bosc de Sherwood. El nom del comtat apareix escrit per primera vegada el 1016 quan en un document es diu que aquest territori va ser saquejat per Canut el Gran. Aquest comtat fins al 1568 va estar administrativament unit a Derbyshire, sota un mateix sheriff. En l'època normanda el comtat va prosperar amb la manufactura de destil·lats i de teixits de llana. Els tribunals van estar a la ciutat de Nottingham fins al regnat d'Enric III, quan els tribunals per als comtats de Nottinghamshire i Derbyshire es van instal·lar junts a la ciutat de Derby. En l'època d'Eduard I els tribunals d'aquest comtat van tornar a Nottingham, on van romandre fins a l'actualitat. El tribunal de Peverel es va crear abans del 1113 per a petits deutors i tenia jurisdicció sobre 127 poblacions de Nottinghamshire; aquest tribunal va tenir la seu a Nottingham fins al 1321, a Algarthorpe fins al 1330, i a Lenton fins al 1790; va ser abolit el 1849.

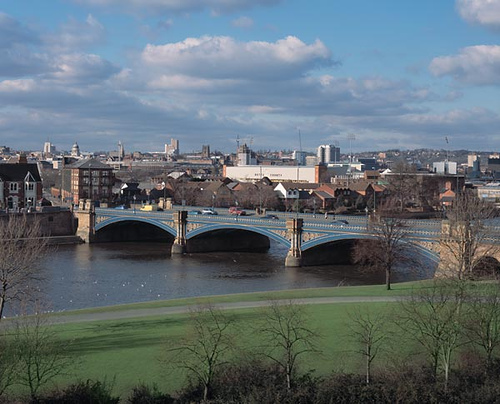
West Brikford, seu del consell del comtat.

Fins al 1610, Nottinghamshire va estar organitzat en vuit wapentakes. Durant un temps, entre el 1610 i el 1719, es van reduir a sis – Newark, Bassetlaw, Thurgarton, Rushcliffe, Broxtowe i Bingham—, alguns d'aquells noms han sobreviscut passant a ser els noms dels actuals districts. Oswaldbeck va quedar absorbit dins de Bassetlaw, i Lythe dins de Thurgarton.
Nottinghamshire és un comtat no metropolità governat pel Consell del Comtat de Nottinghamshire, que gestiona els assumptes relacionats amb els set districtes que el configuren. Les eleccions es fan cada quatre anys i les primeres es van fer el 1973.

## Poblacions

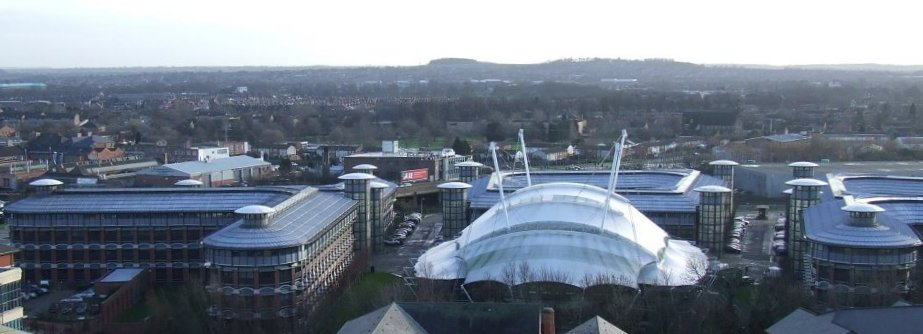
Nottingham

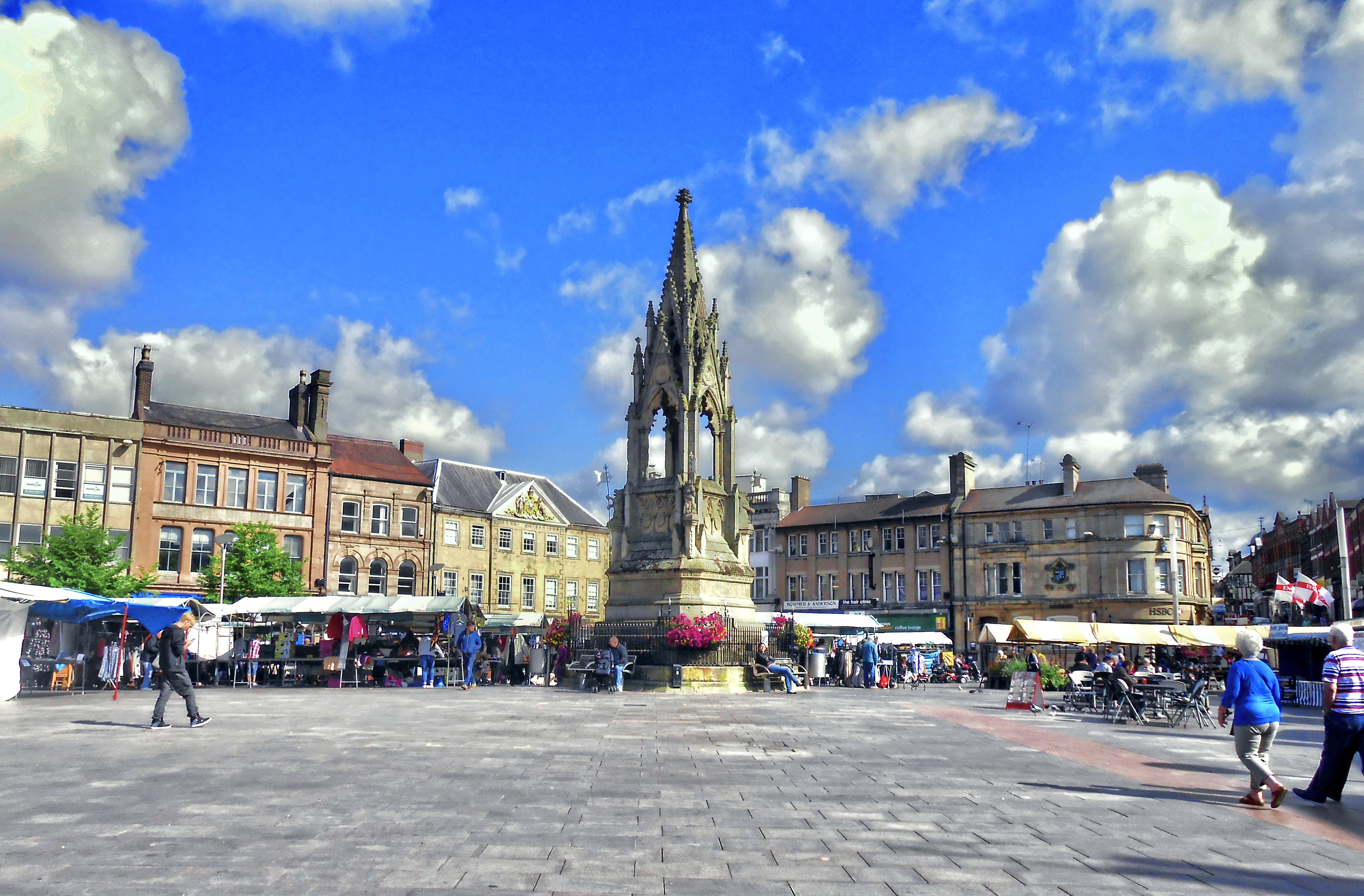
Centre de Mansfield

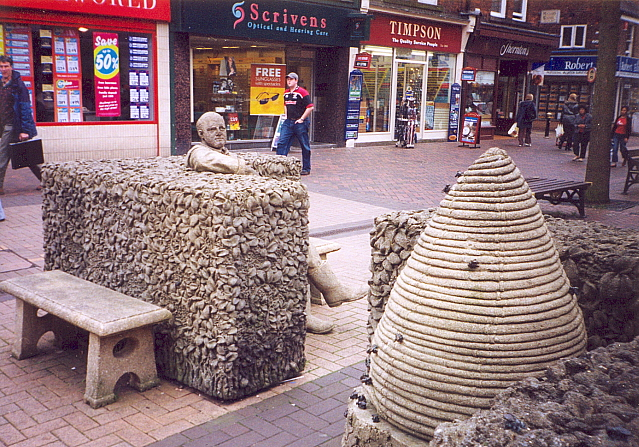
Monument a l'apicultor, a Beestone.

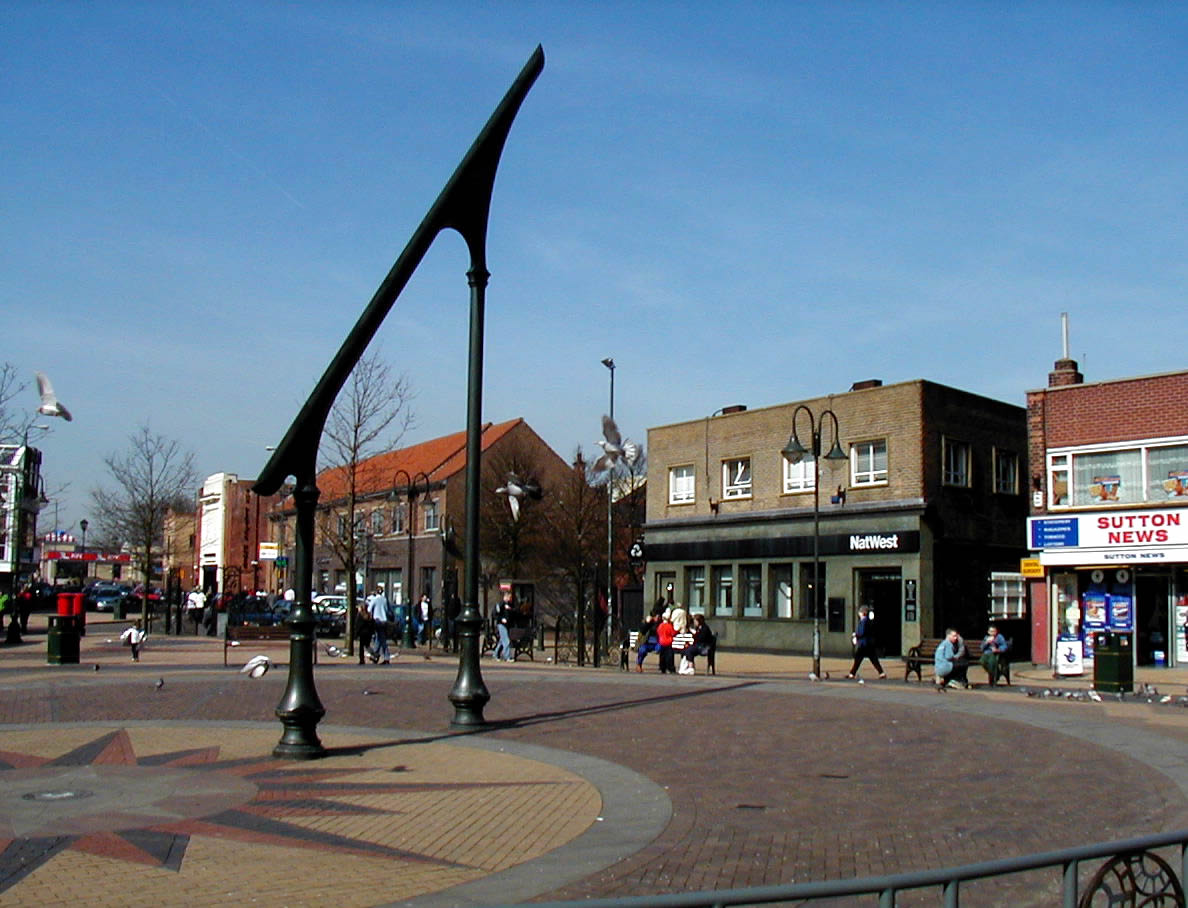
Rellotge solar a Sutton-in-Ashfield.

la capital, Nottingham, és també la ciutat més poblada. Newark-on-Trent va sorgir en un encreuament del Fosse Way i el riu Trent, però va prosperar en època anglosaxona com a punt de mercat a la vora d'un castell, avui dia en ruïnes. Mansfield, la segona població en extensió, ocupa el lloc d'un antic assentament romà, però es va desenvolupar després de la conquesta normanda. Worksop, al nord del comtat, va sorgir com a punt de mercat en època anglosaxona però va créixer ràpidament durant la revolució industrial i amb la construcció de canals i línies de ferrocarril; de fet, moltes poblacions van créixer quan el carbó, matèria que abundava al nord del comtat, es va fer servir com a principal font d'energia. Altres poblacions que van sorgir com a punts on els pagesos es trobaven per a vendre els seus productes són: Arnold, Bingham, Hucknall, Kirkby-in-Ashfield i Retford.
La següent llista són les poblacions amb més habitants segons el cens del 2011:
- Nottingham (289.301 hab)
- Mansfield (77.551 hab)
- Beeston (51.479 hab)
- Carlton (49.235 hab)
- Sutton-in-Ashfield (45.848 hab)
- West Bridgford (45.509 hab)
- Worksop (41.820 hab)
- Arnold (37.768 hab)
- Newark-on-Trent (37.084 hab)
- Hucknall (32.107 hab)
- Kirkby-in-Ashfield (26.927 hab)
- Clifton (22.407 hab)
- Retford (22.023 hab)

## Economia
L'economia del comtat es va basar tradicionalment en la mineria del carbó, localitzada a la vall de Lee, i en la indústria. Des de la invenció del teler per fer mitges, obra del sacerdot William Lee, el comtat es va especialtizar en la producció de mitges, mitjons i blondes, indústria que es va centrar sobretot a Nottingham.
L'any 1998 Nottinghamshire tenia una renda per capita de 12.000 lliures esterlines, i un producte interior brut de 12.023 milions. Això es pot comparar amb la renda per capita de la regió dels Midlands de l'Est era 11.848 lliures el mateix any, i a Anglaterra era 12.845 lliures i al Regne Unit 12.548 lliures. El producte interior brut de la ciutat de Nottingham és de 17.373, la de la zona nord de Nottinghamshire és de 10.176, i la de la ona sud de Nottinghamshire és de £8.448. L'octubre del 2005 el Regne Unit tenia una ràtio de 4,7% de gent en atur, als Midlands de l'Est era el 4,4%, i a l'àrea al voltant de Nottingham del 2,4%.